# Noruega en los Juegos Olímpicos de Albertville 1992
Noruega estuvo representada en los Juegos Olímpicos de Albertville 1992 por un total de 80 deportistas que compitieron en 11 deportes.  
El portador de la bandera en la ceremonia de apertura fue el biatleta Eirik Kvalfoss.

## Medallistas
El equipo olímpico noruego obtuvo las siguientes medallas:
| Nombre                                                             | Deporte               | Competición                   |
| ------------------------------------------------------------------ | --------------------- | ----------------------------- |
| Oro                                                                |                       |                               |
| Kjetil André Aamodt                                                | Esquí alpino          | Supergigante M                |
| Finn Christian Jagge                                               | Esquí alpino          | Eslalon M                     |
| Bjørn Dæhlie                                                       | Esquí de fondo        | 50 km M                       |
| Bjørn Dæhlie                                                       | Esquí de fondo        | 25 km persecución M           |
| Vegard Ulvang                                                      | Esquí de fondo        | 10 km M                       |
| Vegard Ulvang                                                      | Esquí de fondo        | 30 km M                       |
| Terje Langli Vegard Ulvang Kristen Skjeldal Bjørn Dæhlie           | Esquí de fondo        | 4 × 10 km M                   |
| Johann Olav Koss                                                   | Patinaje de velocidad | 1500 m M                      |
| Geir Karlstad                                                      | Patinaje de velocidad | 5000 m M                      |
| Plata                                                              |                       |                               |
| Knut Tore Apeland Fred Børre Lundberg Trond Einar Elden            | Combinada nórdica     | Trampolín normal + 4 × 5 km M |
| Bjørn Dæhlie                                                       | Esquí de fondo        | 30 km M                       |
| Vegard Ulvang                                                      | Esquí de fondo        | 25 km persecución M           |
| Solveig Pedersen Inger Helene Nybråten Trude Dybendahl Elin Nilsen | Esquí de fondo        | 4 × 5 km F                    |
| Ådne Søndrål                                                       | Patinaje de velocidad | 1500 m M                      |
| Johann Olav Koss                                                   | Patinaje de velocidad | 10 000 m M                    |
| Bronce                                                             |                       |                               |
| Stine Lise Hattestad                                               | Esquí acrobático      | Baches F                      |
| Kjetil André Aamodt                                                | Esquí alpino          | Eslalon gigante M             |
| Jan Einar Thorsen                                                  | Esquí alpino          | Supergigante M                |
| Terje Langli                                                       | Esquí de fondo        | 30 km M                       |
| Geir Karlstad                                                      | Patinaje de velocidad | 10 000 m M                    |